# Antonio Calenda
Antonio Calenda (* 1939 in Buonabitacolo, Provinz Salerno) ist ein italienischer Theaterschaffender und Regisseur.

## Leben
Calenda diplomierte in Rechtsphilosophie, bevor er das Experimentaltheater Centouno gründete, wo er mit Gigi Proietti, Virginio Gazzolo und anderen zusammenarbeitete. Anschließend wurde er Direktor des Teatro Stabile dell’Aquila und inszenierte dort auch zahlreiche Stücke als Theaterregisseur bis ins Jahr 1994, u. a. die Uraufführung des Theaterstücks Operette von Witold Gombrowicz 1969. Seit Mai 1995 ist er am Teatro Stabile del Friuli tätig. Daneben war er für Radio und Fernsehen tätig.
1972 schrieb und inszenierte Calenda auch einmalig für die Leinwand: Das nach Michail Jurjewitsch Lermontow Drama Il giorno del furore war mit Oliver Reed, John McEnery und Claudia Cardinale international und prominent besetzt. Zwei Mal war er auch für das Fernsehen tätig.

## Filmografie
- 1972: Russischer Sommer (Il giorno del furore)
- 1975: La signora Ava (Fernsehfilm)
- 1978: L’agente segreto (Fernseh-Miniserie) (nur Regie)
- 1980: Un matrimonio in provincia (Fernsehfilm) (nur Drehbuch)